# Witold Józef Kowalów
Witold Józef Kowalów, ukr. Вітольд-Йосиф Ковалів (ur. 29 maja 1967 w Zakopanem) – ksiądz katolicki, publicysta i wydawca, duszpasterz na Ukrainie.

## Życiorys
Syn Stefana Kowalów i Heleny z d. Stanek. Po ukończeniu Szkoły Podstawowej nr 2 w Białym Dunajcu, w 1982 rozpoczął naukę w I Liceum Ogólnokształcącym im. Oswalda Balzera w Zakopanem. Sympatyk 1 Drużyny Harcerskiej im. Księcia Józefa Poniatowskiego w Zakopanem. W latach 1983–1985 brał udział w pracach, zbierającego się systematycznie, seminarium historycznego 1 DH. Egzamin maturalny złożył w 1986. W tym samym roku wstąpił do Wyższego Seminarium Duchownego Archidiecezji Krakowskiej. W 1992 otrzymał święcenia kapłańskie i uzyskał stopień magistra historii Kościoła na Wydziale Teologicznym Papieskiej Akademii Teologicznej w Krakowie.
Od 1992 pracował na Ukrainie. Od października 1992 był proboszczem parafii Ostróg na Wołyniu (diecezja łucka), a od 1993 był także duszpasterzem parafii Kuniów (diecezja kamieniecka). W latach 1992–1995 był proboszczem parafii Zdołbunów i Klewań, które przekazał swemu następcy – ks. Andrzejowi Ścisłowiczowi. W styczniu 2019 roku w związku ze stanem zdrowia przeszedł na emeryturę i został rezydentem parafii w Ostrogu.
Członek Rady Głównej Synodu Archidiecezji Lwowskiej i Diecezji Łuckiej (1995–1997). Członek Rady Kapłańskiej Archidiecezji Lwowskiej (1993–1996). Założyciel i redaktor naczelny czasopisma religijno-społecznego rzymskokatolickiej diecezji Łuckiej „Wołanie z Wołynia”. W latach 1996–2000 członek Rady Kapłańskiej Diecezji Łuckiej. W 1999 został mianowany członkiem Komisji Episkopatu Rzymskokatolickiego Ukrainy ds. Środków Społecznego Przekazu. Laureat IX Polonijnej Nagrody im. Ireny i Franciszka Skowyrów  za „całokształt twórczości nt. Kościoła katolickiego i Polaków na Wołyniu” (2002). Wykładowca Uniwersytetu Narodowego „Akademia Ostrogska” w Ostrogu (2002–2010).
11 lutego 2005 powołany na członka Komisji Historycznej dla procesu beatyfikacyjnego Sługi Bożego ks. Władysława Bukowińskiego. 18 grudnia 2006 mianowany kanonikiem (expositorio canonicali).
Członek Rady Naukowej Instytutu Badań Kościelnych w Łucku (2009). 2 lutego 2010 mianowany kanonikiem honorowym Kapituły Katedralnej Łuckiej.
Wykładowca Wyższego Seminarium Duchownego pw. Najświętszego Serca Jezusa diecezji kijowsko-żytomierskiej w Worzelu (2016).

## Odznaczenia
- Medal „Pro Memoria” Urzędu do spraw Kombatantów i Osób Represjonowanych w Warszawie (8 maja 2005)
- Laureat IX Polonijnej Nagrody im. Ireny i Franciszka Skowyrów za całokształt twórczości na temat Kościoła katolickiego i Polaków na Wołyniu
- Złoty Medale Stowarzyszenia „Wspólnota Polska” (2007)
- Krzyż Kawalerski Orderu Odrodzenia Polski (2008)[3]
- „Nagroda Małego Feniksa” za całokształt pracy i wydanie 77 pozycji wydawniczych (2012)
- Krzyżem Oficerskim Orderu Zasługi Rzeczypospolitej Polskiej (29 lipca 2015)[4]

### Drzewo genealogiczne rodziny Kowalów – Kovaliv – Ковалів
- Genealogia Polska
- MyHeritage
- Rodovid
- Geni